# Korea-Hase
Der Korea-Hase (Lepus coreanus) ist eine Säugetierart aus der Gattung der Echten Hasen innerhalb der Hasenartigen. Sein Verbreitungsgebiet ist auf die Koreanische Halbinsel und die angrenzende chinesische Provinz Jilin beschränkt.

## Merkmale
Der Korea-Hase ist eine mittelgroße Hasenart mit einer Körperlänge von 42,5 bis 49 Zentimeter bei einem Gewicht von etwa 1700 Gramm. Die Schwanzlänge beträgt 6 bis 7,5 Zentimeter, die Länge der Ohren 7,3 bis 7,9 Zentimeter und die Hinterfußlänge 10,8 bis 12,2 Zentimeter. Er ist etwas größer als der verwandte Chinesische Hase (Lepus sinensis) und das Fell ist erkennbar voller als bei dieser Art. Die Körperfärbung ist fleckig in verschiedenen Gelb- und Brauntönen von hell- bis rotbraun mit schwarzen Einstreuungen, die Unterseite ist dabei heller. Im Vergleich zum Chinesischen Hasen ist der Schwarzanteil höher. Der Schwanz ist an der Oberseite Braun und unterseits weiß.

## Verbreitung

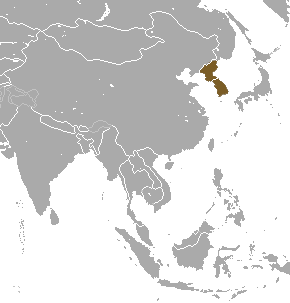
Verbreitungsgebiet des Korea-Hasen

Das Verbreitungsgebiet des Korea-Hasen beschränkt sich auf die Koreanische Halbinsel mit den Staaten Nordkorea und Südkorea sowie den äußersten Süden der chinesischen Provinz Jilin, wobei von dort nur ein Exemplar wissenschaftlich bekannt wurde. Darüber hinaus kommt er auch auf den größeren vorgelagerten Inseln vor.
Innerhalb des Verbreitungsgebietes besiedelt er sowohl das Flachland wie auch gebirgige Landstriche, wobei er vor allem strauchig bewachsene Gebiete bevorzugt.

## Lebensweise
Über die Lebensweise des Korea-Hasen liegen nur sehr wenige Informationen vor. Wie alle Hasen ernährt sich die Art vor allem von Gräsern und Kräutern.

## Systematik
Der Korea-Hase wird als Art den Echten Hasen (Gattung Lepus) zugeordnet. Dabei wurde der Artstatus teilweise auch aufgehoben und der Korea-Hase wurde sowohl dem Chinesischen Hasen (L. sinensis) wie auch dem Schneehasen (L. timidus) zugeordnet.
Die Verwandtschaft ist entsprechend nicht abschließend geklärt, eine nähere Verwandtschaft wurde sowohl mit dem Chinesischen Hasen (L. sinensis) als auch mit dem Japanischen Hasen (L. brachycera) und dem Mandschurischen Hasen (L. mandshuricus) vorgeschlagen. Molekularbiologische Untersuchungen bestätigten den Artstatus gegenüber dem Chinesischen und dem Mandschurischen Hasen.

## Gefährdung und Schutz
Die Art wird von der International Union for Conservation of Nature and Natural Resources (IUCN) aufgrund der Bestandsgröße und des relativ großen Verbreitungsgebietes als „nicht gefährdet“ (Least concern) eingeschätzt. Ein Rückgang des Bestandes und eine Bedrohung sind nicht bekannt.
Er kommt auch in land- und forstwirtschaftlich genutzten Flächen vor und kann hier vor allem in Plantagen durch seine Fraßaktivität einigen Schaden anrichten.

## Belege
1. 1 2 3 4 5  Korean Hare. In: Andrew T. Smith, Yan Xie: A Guide to the Mammals of China. Princeton University Press, 2008; S. 288. ISBN 978-0-691-09984-2.
2. 1 2 3 4  Joseph A. Chapman, John E.C. Flux (Hrsg.): Rabbits, Hares and Pikas. Status Survey and Conservation Action Plan. (PDF; 11,3 MB) International Union for Conservation of Nature and Natural Resources (IUCN), Gland 1990, ISBN 2-8317-0019-1.
3. 1 2 3 4 5  Lepus coreanus in der Roten Liste gefährdeter Arten der IUCN 2011. Eingestellt von: D. Murray, Andrew T. Smith, 2008. Abgerufen am 14. Januar 2012.